# Demi Schuurs
Demi Schuurs, née le 1er août 1993 à Sittard, est une joueuse de tennis néerlandaise, professionnelle depuis 2010.
Peu active sur le circuit en simple, elle a remporté 21 titres en double dames sur le circuit WTA.

## Carrière

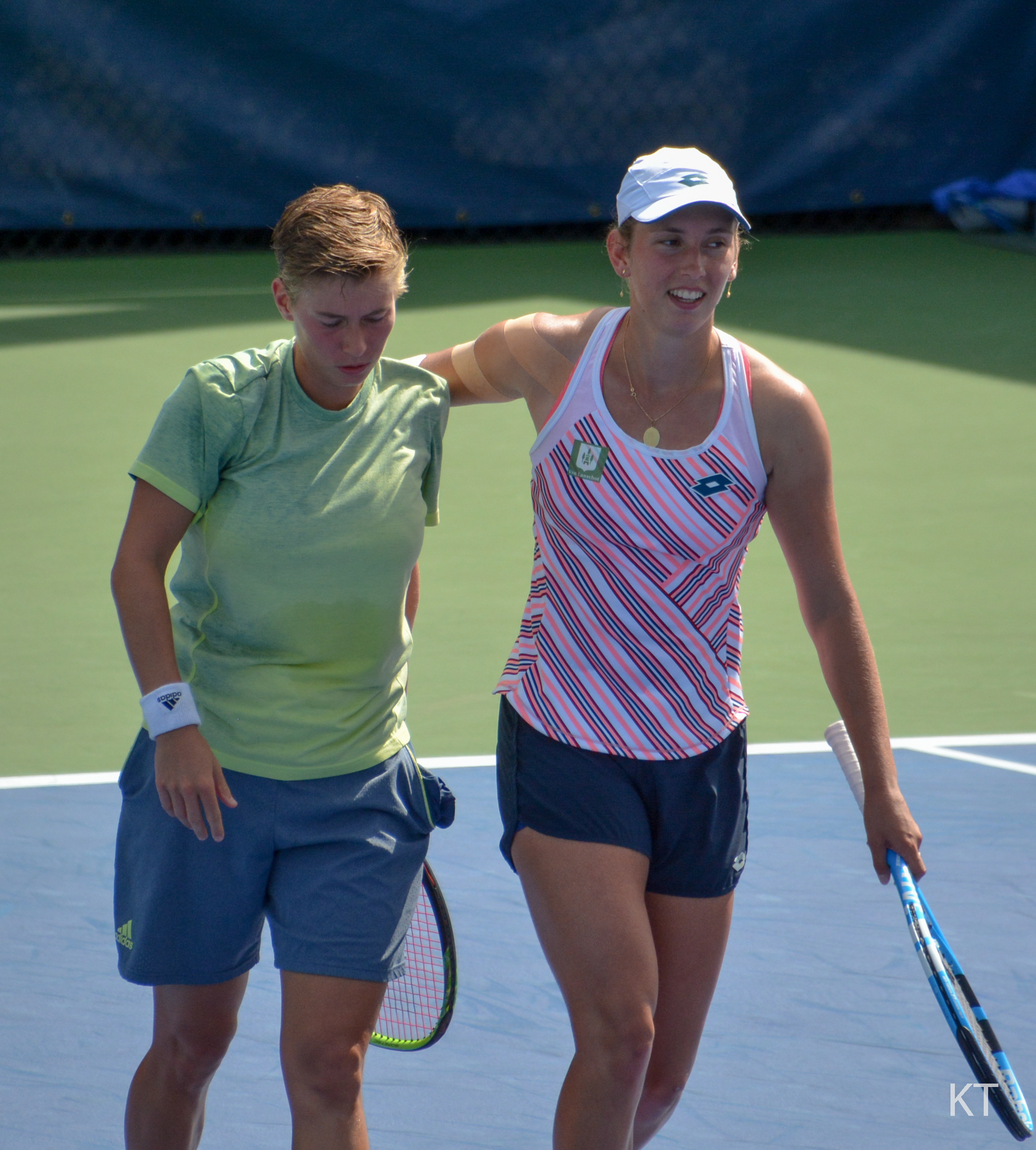
Demi Schuurs et Elise Mertens, associées lors de l'US Open en 2018.

En avril 2015, elle remporte son premier titre WTA en double à Katowice avec la Belge Ysaline Bonaventure. Elle en a depuis remporté neuf autres et perdu d'autres finales sur le circuit principal avec diverses partenaires, notamment Elise Mertens, Ashleigh Barty et Anna-Lena Grönefeld. Elle a atteint la 7e place mondiale de la spécialité en 2018, alors qu'elle n'a jamais atteint le top 500 en simple.
En Grand Chelem, ses meilleurs résultats sont des quarts-de-finale en double, à l'US Open en 2018 au côté d'Elise Mertens puis à Wimbledon en 2019 avec Anna-Lena Grönefeld.
Sur le circuit ITF, elle possède un titre en simple et vingt en double.

## Vie privée
Son père Lambert Schuurs (en), est ancien joueur de handball international néerlandais. Elle a un frère, Perr Schuurs, footballeur professionnel, et une sœur, Fleau Schuurs, qui joue au handball.  
Elle est ouvertement lesbienne.

## Palmarès

### Titres en double dames
| No | Date       | Nom et lieu du tournoi                               | Catégorie | Dotation    | Surface      | Partenaire          | Finalistes                              | Score             |          |
| -- | ---------- | ---------------------------------------------------- | --------- | ----------- | ------------ | ------------------- | --------------------------------------- | ----------------- | -------- |
| 1  | 06-04-2015 | Katowice Open Katowice                               | Intern'l  | 250 000 $   | Dur (int.)   | Ysaline Bonaventure | Gioia Barbieri Karin Knapp              | 7-5, 4-6, [10-6]  | Parcours |
| 2  | 13-07-2015 | BRD Bucharest Open Bucarest                          | Intern'l  | 250 000 $   | Terre (ext.) | Oksana Kalashnikova | Andreea Mitu Patricia Maria Țig         | 6-2, 6-2          | Parcours |
| 3  | 18-09-2017 | Guangzhou Open Guangzhou                             | Intern'l  | 250 000 $   | Dur (ext.)   | Elise Mertens       | Monique Adamczak Storm Sanders          | 6-2, 6-3          | Parcours |
| 4  | 31-12-2017 | Brisbane International by Suncorp Brisbane           | Premier   | 1 000 000 $ | Dur (ext.)   | Kiki Bertens        | Andreja Klepač María José Martínez      | 7-5, 6-2          | Parcours |
| 5  | 07-01-2018 | Hobart International Hobart                          | Intern'l  | 250 000 $   | Dur (ext.)   | Elise Mertens       | Lyudmyla Kichenok Makoto Ninomiya       | 6-2, 6-2          | Parcours |
| 6  | 14-05-2018 | Internazionali BNL d'Italia Rome                     | Premier 5 | 3 351 720 $ | Terre (ext.) | Ashleigh Barty      | Andrea Hlaváčková Barbora Strýcová      | 6-3, 6-4          | Parcours |
| 7  | 20-05-2018 | Nürnberger Versicherungscup Nuremberg                | Intern'l  | 250 000 $   | Terre (ext.) | Katarina Srebotnik  | Kirsten Flipkens Johanna Larsson        | 3-6, 6-3, [10-7]  | Parcours |
| 8  | 11-06-2018 | Libéma Open Bois-le-Duc                              | Intern'l  | 226 750 $   | Gazon (ext.) | Elise Mertens       | Kiki Bertens Kirsten Flipkens           | 3-3 ab.           | Parcours |
| 9  | 06-08-2018 | Coupe Rogers présentée par Banque Nationale Montréal | Premier 5 | 3 000 000 $ | Dur (ext.)   | Ashleigh Barty      | Latisha Chan Ekaterina Makarova         | 4-6, 6-3, [10-8]  | Parcours |
| 10 | 23-09-2018 | Dongfeng Motor Wuhan Open Wuhan                      | Premier 5 | 2 365 250 $ | Dur (ext.)   | Elise Mertens       | Andrea S. Hlaváčková Barbora Strýcová   | 6-3, 6-3          | Parcours |
| 11 | 22-08-2020 | Western & Southern Open New York                     | Premier 5 | 1 950 079 $ | Dur (ext.)   | Květa Peschke       | Nicole Melichar Xu Yifan                | 6-1, 4-6, [10-4]  | Parcours |
| 12 | 20-09-2020 | Internationaux de Strasbourg Strasbourg              | Intern'l  | 225 500 $   | Terre (ext.) | Nicole Melichar     | Hayley Carter Luisa Stefani             | 6-4, 6-3          | Parcours |
| 13 | 01-03-2021 | Qatar Total Open 2021 Doha                           | WTA 500   | 565 530 $   | Dur (ext.)   | Nicole Melichar     | Monica Niculescu Jeļena Ostapenko       | 6-2, 2-6, [10-8]  | Parcours |
| 14 | 05-04-2021 | Volvo Car Open Charleston                            | WTA 500   | 565 530 $   | Terre (ext.) | Nicole Melichar     | Marie Bouzková Lucie Hradecká           | 6-2, 6-4          | Parcours |
| 15 | 18-04-2022 | Porsche Tennis Grand Prix Stuttgart                  | WTA 500   | 757 900 $   | Terre (int.) | Desirae Krawczyk    | Cori Gauff Zhang Shuai                  | 6-3, 6-4          | Parcours |
| 16 | 17-04-2023 | Porsche Tennis Grand Prix Stuttgart                  | WTA 500   | 780 637 $   | Terre (int.) | Desirae Krawczyk    | Nicole Melichar-Martinez Giuliana Olmos | 6-4, 6-1          | Parcours |
| 17 | 26-06-2023 | Rothesay International Eastbourne                    | WTA 500   | 780 637 $   | Gazon (ext.) | Desirae Krawczyk    | Nicole Melichar-Martinez Ellen Perez    | 6-2, 6-4          | Parcours |
| 18 | 11-02-2024 | Qatar TotalEnergies Open Doha                        | WTA 1000  | 3 211 715 $ | Dur (ext.)   | Luisa Stefani       | Caroline Dolehide Desirae Krawczyk      | 6-4, 6-2          | Parcours |
| 19 | 14-10-2024 | Ningbo Open Ningbo                                   | WTA 500   | 922 573 $   | Dur (ext.)   | Yuan Yue            | N. Melichar-Martinez Ellen Perez        | 6-3, 6-3          | Parcours |
| 20 | 05-03-2025 | BNP Paribas Open Indian Wells                        | WTA 1000  | 8 963 700 $ | Dur (ext.)   | Asia Muhammad       | Tereza Mihalíková Olivia Nicholls       | 6-2, 7-64         | Parcours |
| 21 | 09-06-2025 | The HSBC Championships Londres                       | WTA 500   | 1 064 510 $ | Gazon (ext.) | Asia Muhammad       | Anna Danilina Diana Shnaider            | 7-5, 63-7, [10-4] | Parcours |

### Finales en double dames
| No | Date       | Nom et lieu du tournoi                            | Catégorie | Dotation      | Surface      | Vainqueures                           | Partenaire          | Score             |          |
| -- | ---------- | ------------------------------------------------- | --------- | ------------- | ------------ | ------------------------------------- | ------------------- | ----------------- | -------- |
| 1  | 26-09-2016 | Tashkent Open Tachkent                            | Intern'l  | 250 000 $     | Dur (ext.)   | Raluca Olaru İpek Soylu               | Renata Voráčová     | 7-5, 6-3          | Parcours |
| 2  | 02-01-2017 | ASB Classic Auckland                              | Intern'l  | 250 000 $     | Dur (ext.)   | Kiki Bertens Johanna Larsson          | Renata Voráčová     | 6-2, 6-2          | Parcours |
| 3  | 12-06-2017 | Ricoh Open Bois-le-Duc                            | Intern'l  | 250 000 $     | Gazon (ext.) | Dominika Cibulková Kirsten Flipkens   | Kiki Bertens        | 4-6, 6-4, [10-6]  | Parcours |
| 4  | 17-07-2017 | BRD Bucharest Open Bucarest                       | Intern'l  | 250 000 $     | Terre (ext.) | Irina-Camelia Begu Raluca Olaru       | Elise Mertens       | 6-3, 6-3          | Parcours |
| 5  | 18-06-2018 | Aegon Classic Birmingham                          | Premier   | 871 028 $     | Gazon (ext.) | Tímea Babos Kristina Mladenovic       | Elise Mertens       | 4-6, 6-3, [10-8]  | Parcours |
| 6  | 13-08-2018 | Western & Southern Open Cincinnati                | Premier 5 | 2 800 000 $   | Dur (ext.)   | Lucie Hradecká Ekaterina Makarova     | Elise Mertens       | 6-2, 7-5          | Parcours |
| 7  | 11-02-2019 | Qatar Total Open 2019 Doha                        | Premier   | 851 031 $     | Dur (ext.)   | Chan Hao-ching Latisha Chan           | Anna-Lena Grönefeld | 6-1, 3-6, [10-6]  | Parcours |
| 8  | 13-05-2019 | Internazionali BNL d'Italia Rome                  | Premier 5 | 3 151 788 € $ | Terre (ext.) | Victoria Azarenka Ashleigh Barty      | Anna-Lena Grönefeld | 4-6, 6-0, [10-3]  | Parcours |
| 9  | 17-06-2019 | Nature Valley Classic Birmingham                  | Premier   | 941 163 $     | Gazon (ext.) | Hsieh Su-wei Barbora Strýcová         | Anna-Lena Grönefeld | 6-4, 64-7, [10-8] | Parcours |
| 10 | 05-08-2019 | Rogers Cup presented by National Bank Toronto     | Premier 5 | 2 529 250 $   | Dur (ext.)   | Barbora Krejčíková Kateřina Siniaková | Anna-Lena Grönefeld | 7-5, 6-0          | Parcours |
| 11 | 12-08-2019 | Western & Southern Open Cincinnati                | Premier 5 | 2 643 736 $   | Dur (ext.)   | Lucie Hradecká Andreja Klepač         | Anna-Lena Grönefeld | 6-4, 6-1          | Parcours |
| 12 | 29-04-2021 | Mutua Madrid Open Madrid                          | WTA 1000  | 6 536 160 $   | Terre (ext.) | Barbora Krejčíková Kateřina Siniaková | Gabriela Dabrowski  | 6-4, 6-3          | Parcours |
| 13 | 14-06-2021 | bett1open Berlin                                  | WTA 500   | 456 073 $     | Gazon (ext.) | Victoria Azarenka Aryna Sabalenka     | Nicole Melichar     | 4-6, 7-5, [10-4]  | Parcours |
| 14 | 21-06-2021 | Viking International Eastbourne Eastbourne        | WTA 500   | 565 530 $     | Gazon (ext.) | Shuko Aoyama Ena Shibahara            | Nicole Melichar     | 6-1, 6-4          | Parcours |
| 15 | 28-04-2022 | Mutua Madrid Open Madrid                          | WTA 1000  | 6 575 560 $   | Terre (ext.) | Gabriela Dabrowski Giuliana Olmos     | Desirae Krawczyk    | 7-61, 5-7, [10-7] | Parcours |
| 16 | 07-08-2023 | Omnium National Bank Presented by Rogers Montréal | WTA 1000  | 2 788 468 $   | Dur (ext.)   | Shuko Aoyama Ena Shibahara            | Desirae Krawczyk    | 6-4, 4-6, [13-11] | Parcours |

## Parcours en Grand Chelem

### En simple dames
N'a jamais participé à un tableau final.

### En double dames
| Année | Open d'Australie                                                                         | Open d'Australie                                                                         | Internationaux de France                                                                 | Internationaux de France                                                                 | Wimbledon                                                                            | Wimbledon | US Open                                                                        | US Open |
| ----- | ---------------------------------------------------------------------------------------- | ---------------------------------------------------------------------------------------- | ---------------------------------------------------------------------------------------- | ---------------------------------------------------------------------------------------- | ------------------------------------------------------------------------------------ | --------- | ------------------------------------------------------------------------------ | ------- |
| 2015  | —                                                                                        | —                                                                                        | —                                                                                        | —                                                                                        | —                                                                                    | —         | 1er tour (1/32) A. Beck \|\| style="text-align:left;" \| J. Janković A. Krunić |         |
| 2016  | 1er tour (1/32) D. Allertová \|\| style="text-align:left;" \| Chan H.-c. Chan Y.-j.      | —                                                                                        | —                                                                                        | 1er tour (1/32) R. Voráčová \|\| style="text-align:left;" \| C. Garcia K. Mladenovic     | —                                                                                    | —         |                                                                                |         |
| 2017  | 1er tour (1/32) R. Voráčová \|\| style="text-align:left;" \| D. Kovinić L. Siegemund     | 1er tour (1/32) M. Irigoyen \|\| style="text-align:left;" \| M. Lučić A. Petkovic        | 1/8 de finale E. Mertens \|\| style="text-align:left;" \| A. Barty C. Dellacqua          | 2e tour (1/16) E. Mertens \|\| style="text-align:left;" \| A. Klepač M.J. Martínez       |                                                                                      |           |                                                                                |         |
| 2018  | 1er tour (1/32) E. Mertens \|\| style="text-align:left;" \| A. Barty C. Dellacqua        | 1er tour (1/32) E. Mertens \|\| style="text-align:left;" \| L. Arruabarrena K. Srebotnik | 1/8 de finale E. Mertens \|\| style="text-align:left;" \| N. Melichar K. Peschke         | 1/4 de finale E. Mertens \|\| style="text-align:left;" \| B. Krejčíková K. Siniaková     |                                                                                      |           |                                                                                |         |
| 2019  | 1er tour (1/32) B. Mattek-Sands \|\| style="text-align:left;" \| E. Mertens A. Sabalenka | 2e tour (1/16) A.L. Grönefeld \|\| style="text-align:left;" \| Duan Y.-Y. Zheng S.       | 1/4 de finale A.L. Grönefeld \|\| style="text-align:left;" \| B. Krejčíková K. Siniaková | 2e tour (1/16) A.L. Grönefeld \|\| style="text-align:left;" \| A. Guarachi B. Pera       |                                                                                      |           |                                                                                |         |
| 2020  | 2e tour (1/16) K. Peschke \|\| style="text-align:left;" \| C. Gauff C. McNally           | 3e tour (1/8) K. Peschke \|\| style="text-align:left;" \| N. Melichar I. Świątek         | Annulé                                                                                   | Annulé                                                                                   | 1/4 de finale K. Peschke \|\| style="text-align:left;" \| A. Blinkova V. Kudermetova |           |                                                                                |         |
| 2021  | 1/2 finale N. Melichar \|\| style="text-align:left;" \| A. Sabalenka E. Mertens          | 3e tour (1/8) N. Melichar \|\| style="text-align:left;" \| A. Pavlyuchenkova E. Rybakina | 1er tour (1/32) N. Melichar \|\| style="text-align:left;" \| A. Mitu M. Niculescu        | 1er tour (1/32) N. Melichar \|\| style="text-align:left;" \| An. Rodionova Ar. Rodionova |                                                                                      |           |                                                                                |         |
| 2022  | —                                                                                        | —                                                                                        | 2e tour (1/16) D. Krawczyk \|\| style="text-align:left;" \| M. Zanevska K. Zimmermann    | 2e tour (1/16) A. Hartono \|\| style="text-align:left;" \| L. Kichenok J. Ostapenko      | 1/4 de finale D. Krawczyk \|\| style="text-align:left;" \| C. McNally T. Townsend    |           |                                                                                |         |
| 2023  | 1/4 de finale D. Krawczyk \|\| style="text-align:left;" \| B. Krejčíková K. Siniaková    | 1/8 de finale D. Krawczyk \|\| style="text-align:left;" \| Hsieh S.-w. Wang Xn.          | 2e tour (1/16) D. Krawczyk \|\| style="text-align:left;" \| A. Bondár G. Minnen          | 2e tour (1/16) D. Krawczyk \|\| Forfait                                                  |                                                                                      |           |                                                                                |         |
| 2024  | 1/4 de finale L. Stefani \|\| style="text-align:left;" \| Hsieh S.-w. E. Mertens         | —                                                                                        | —                                                                                        | 1er tour (1/32) L. Stefani \|\| style="text-align:left;" \| T. Mihalíková O. Nicholls    | 1/4 de finale L. Stefani \|\| style="text-align:left;" \| K. Siniaková T. Townsend   |           |                                                                                |         |
| 2025  | 1/8 de finale A. Muhammad \|\| style="text-align:left;" \| M. Kato R. Zarazúa            | 1/8 de finale A. Muhammad \|\| style="text-align:left;" \| A. Danilina A. Krunić         | 2e tour (1/16) A. Muhammad \|\| style="text-align:left;" \| K. Birrell M. Joint          |                                                                                          |                                                                                      |           |                                                                                |         |

N.B. : le nom de la partenaire se trouve sous le résultat ; le nom des ultimes adversaires se trouve à droite.

### En double mixte
| Année | Open d'Australie                                                                  | Open d'Australie                                                                     | Internationaux de France                                                             | Internationaux de France                                                         | Wimbledon                                                                           | Wimbledon | US Open | US Open |
| ----- | --------------------------------------------------------------------------------- | ------------------------------------------------------------------------------------ | ------------------------------------------------------------------------------------ | -------------------------------------------------------------------------------- | ----------------------------------------------------------------------------------- | --------- | ------- | ------- |
| 2017  | —                                                                                 | —                                                                                    | —                                                                                    | —                                                                                | 1er tour (1/32) W. Koolhof \|\| style="text-align:left;" \| N. Broady L. Broady     | —         | —       |         |
| 2018  | 2e tour (1/8) J.J.Rojer \|\| style="text-align:left;" \| G. Dabrowski M. Pavić    | 1/4 de finale M. Middelkoop \|\| style="text-align:left;" \| G. Dabrowski M. Pavić   | 1/4 de finale J.J. Rojer \|\| style="text-align:left;" \| V. Azarenka J. Murray      | 1er tour (1/16) M. Middelkoop \|\| style="text-align:left;" \| Zhang S. J. Peers |                                                                                     |           |         |         |
| 2019  | 2e tour (1/8) M. Middelkoop \|\| style="text-align:left;" \| A. Spears J.S. Cabal | 1er tour (1/32) J.J. Rojer \|\| style="text-align:left;" \| A. Hesse B. Bonzi        | 2e tour (1/16) J.J. Rojer \|\| style="text-align:left;" \| Zheng S. J. Vliegen       | 1/4 de finale H. Kontinen \|\| style="text-align:left;" \| S. Stosur R. Ram      |                                                                                     |           |         |         |
| 2020  | —                                                                                 | —                                                                                    | Annulé                                                                               | Annulé                                                                           | Annulé                                                                              | Annulé    | Annulé  | Annulé  |
| 2021  | 1er tour (1/16) W. Koolhof \|\| style="text-align:left;" \| S. Sanders M. Polmans | 1/2 finale W. Koolhof \|\| style="text-align:left;" \| E. Vesnina A. Karatsev        | 2e tour (1/16) W. Koolhof \|\| style="text-align:left;" \| H. Dart J. Salisbury      | 1/4 de finale S. Gillé \|\| style="text-align:left;" \| D. Krawczyk J. Salisbury |                                                                                     |           |         |         |
| 2022  | —                                                                                 | —                                                                                    | 2e tour (1/8) M. Middelkoop \|\| style="text-align:left;" \| E. Shibahara W. Koolhof | 1er tour (1/16) A. Behar \|\| style="text-align:left;" \| G. Dabrowski J. Peers  | 1er tour (1/16) M. Middelkoop \|\| style="text-align:left;" \| L. Hradecká Ł. Kubot |           |         |         |
| 2023  | 2e tour (1/8) N. Mektić \|\| style="text-align:left;" \| T. Townsend J. Murray    | 1er tour (1/16) J.J. Rojer \|\| style="text-align:left;" \| B. Mattek-Sands M. Pavić | —                                                                                    | —                                                                                | 1/4 de finale H. Nys \|\| style="text-align:left;" \| T. Townsend B. Shelton        |           |         |         |
| 2024  | 2e tour (1/8) H. Nys \|\| style="text-align:left;" \| Hsieh S.-w. J. Zieliński    | —                                                                                    | —                                                                                    | 1er tour (1/16) H. Nys \|\| style="text-align:left;" \| Hsieh S.-w. J. Zieliński | 1er tour (1/16) T. Pütz \|\| style="text-align:left;" \| A. Sutjiadi R. Bopanna     |           |         |         |
| 2025  | 2e tour (1/8) T. Pütz \|\| style="text-align:left;" \| K. Birrell J.P. Smith      | 1er tour (1/16) N. Mektić \|\| style="text-align:left;" \| E. Cascino G. Blancaneaux | 1er tour (1/16) S. Arends \|\| style="text-align:left;" \| E. Silva J. Paris         | —                                                                                | —                                                                                   |           |         |         |

N.B. : le nom du partenaire se trouve sous le résultat ; le nom des ultimes adversaires se trouve à droite.

## Parcours en «Premier Mandatory» et «Premier 5»
Les WTA 1000 (à partir de 2021) constituent les catégories d'épreuves les plus prestigieuses, après les quatre levées du Grand Chelem.
| Année |              | WTA 1000 | WTA 1000 | WTA 1000 | WTA 1000 | WTA 1000 | WTA 1000 | WTA 1000 | WTA 1000 | WTA 1000   | WTA 1000    | WTA 1000 | WTA 1000                    |
| Année | Indian Wells | Miami    | Madrid   | Pékin    |          |          | Dubaï    | Rome     | Canada   | Cincinnati |             | Wuhan    |                             |
| Année | Indian Wells | Miami    | Madrid   | Pékin    |          | Doha     |          | Rome     | Canada   | Cincinnati | Guadalajara |          |                             |
| Année | Indian Wells | Miami    | Madrid   | Pékin    |          |          |          | Rome     | Canada   | Cincinnati |             |          |                             |
| 2023  |              |          |          |          |          |          |          |          |          |            |             |          | 1er tour (1/32) M. Trevisan |

Sous le résultat, l’ultime adversaire.

## Parcours au Masters

### En double dames
| # | Date       | Nom de l'édition                              | ($)        | Surface    | Résultat      | Partenaire          | Ultimes adversaires                   | Score            |          |
| - | ---------- | --------------------------------------------- | ---------- | ---------- | ------------- | ------------------- | ------------------------------------- | ---------------- | -------- |
| 1 | 21/10/2018 | BNP Paribas WTA Finals by SC Global Singapour | 7 000 000  | Dur (int.) | 1/4 de finale | Elise Mertens       | Ashleigh Barty Coco Vandeweghe        | 6-1, 6-4         | Parcours |
| 2 | 27/11/2019 | Shiseido WTA Finals Shenzhen Shenzhen         | 14 000 000 | Dur (int.) | 1/2 finale    | Anna-Lena Grönefeld | Hsieh Su-wei Barbora Strýcová         | 6-1, 6-2         | Parcours |
| 3 | 10/11/2021 | Akron WTA Finals Guadalajara                  | 5 000 000  | Dur (int.) | 1/2 finale    | Nicole Melichar     | Barbora Krejčíková Kateřina Siniaková | 3-6, 6-3, [10-6] | Parcours |
| 4 | 31/10/2022 | WTA Finals Fort Worth                         | 5 000 000  | Dur (int.) | 1/2 finale    | Desirae Krawczyk    | Veronika Kudermetova Elise Mertens    | 6-1, 6-1         | Parcours |

## Parcours aux Jeux olympiques

### En double dames
| # | Date       | Nom de l'olympiade         | Surface             | Résultat        | Partenaire   | Ultimes adversaires                | Score             |          |
| - | ---------- | -------------------------- | ------------------- | --------------- | ------------ | ---------------------------------- | ----------------- | -------- |
| 1 | 31/07/2021 | Olympic Tennis Event Tokyo | Dur (ext.)          | 1/8e de finale  | Kiki Bertens | Elena Vesnina Veronika Kudermetova | 6-2, 3-6, [10-7]  | Parcours |
| 2 | 27/07/2024 | Olympic Tennis Event Paris | Terre battue (ext.) | 1er tour (1/16) | Arantxa Rus  | Caroline Garcia Diane Parry        | 62-7, 6-3, [10-4] | Parcours |

### En double mixte
| # | Date       | Nom de l'olympiade         | Surface             | Résultat                 | Partenaire     | Ultimes adversaires                        | Score     |          |
| - | ---------- | -------------------------- | ------------------- | ------------------------ | -------------- | ------------------------------------------ | --------- | -------- |
| 1 | 29/07/2024 | Olympic Tennis Event Paris | Terre battue (ext.) | 4e place (petite finale) | Wesley Koolhof | Gabriela Dabrowski · Félix Auger-Aliassime | 6-3, 7-62 | Parcours |

## Parcours en Fed Cup
| #                                                                     | Date       | Lieu      | Surface    | Gagnante(s)                  | Perdante(s)                    | Score    |          |
|                                                                       |            |           |            |                              |                                |          |          |
| 2018 - 1/4 de finale (groupe mondial) - États-Unis - Pays-Bas - 3 : 1 |            |           |            |                              |                                |          |          |
| 1                                                                     | 10/02/2018 | Asheville | Dur (int.) | Lesley Kerkhove Demi Schuurs | Serena Williams Venus Williams | 6-2, 6-3 | Parcours |

## Classements WTA en fin de saison
| Année          | 2010 | 2011 | 2012 | 2013 | 2014 | 2015 | 2016 | 2017 | 2018 | 2019 | 2020 | 2021 | 2022 | 2023 | 2024 |
| Rang en simple | –    | 1103 | –    | –    | 561  | 783  | –    | –    | –    | –    | –    | –    | –    | 834  | –    |
| Rang en double | 583  | 659  | 605  | 292  | 239  | 72   | 71   | 45   | 8    | 14   | 12   | 11   | 17   | 19   | 24   |

Source : (en) Classements de Demi Schuurs sur le site officiel de la Fédération internationale de tennis